# Stora Sierrejaure
Stora Sierrejaure är en sjö i Arvidsjaurs kommun i Lappland och ingår i Byskeälvens huvudavrinningsområde. Sjön har en area på 0,169 kvadratkilometer och ligger 371,1 meter över havet. Stora Sierrejaure ligger i Byskeälven Natura 2000-område.

## Delavrinningsområde
Stora Sierrejaure ingår i det delavrinningsområde (726864-166552) som SMHI kallar för Ovan 726836-166565. Medelhöjden är 380 meter över havet och ytan är 27,95 kvadratkilometer. Räknas de 5 avrinningsområdena uppströms in blir den ackumulerade arean 91,09 kvadratkilometer. Bäverån (Laxbäcken) som avvattnar avrinningsområdet har biflödesordning 2, vilket innebär att vattnet flödar genom totalt 2 vattendrag innan det når havet efter 134 kilometer. Avrinningsområdet består mestadels av skog (56 procent) och sankmarker (38 procent). Avrinningsområdet har 1,03 kvadratkilometer vattenytor vilket ger det en sjöprocent på 3,7 procent.